# Leblango
Ne doit pas être confondu avec Lango (langue du Soudan du Sud).
Le leblango ou ou leb-lango (autonyme : Lëblaŋo), aussi appelé lango ou lwoo, est une langue nilo-saharienne de la branche des langues luo parlée par les Lango en Ouganda. Il n’est pas à confondre avec le lango, une langue nilotique orientale parlée au Soudan du Sud.

## Écriture
| a | b | c | d | e | ë | g | i | ï | j | k | l | m | n | ŋ | ny | o | ö | p | r | t | u | ü | w | y |

Les voyelles longues sont indiquées en doublant la lettre de la voyelle : ‹ aa, ee, ëë, ii, ïï, oo, öö, uu, üü ›.